# Ptiliogonatidae
Famille
Les Ptiliogonatidae (anciennement Ptilogonatidae) sont une famille de passereaux constituée de 3 genres et de 4 espèces.

## Habitats et répartition
Ces espèces habitent la zone néarctique (Amérique du Nord).

## Taxinomie
Le nom de la famille est basé sur le nom du genre originellement décrit comme Ptiliogonys. Les ornithologues avaient adopté, contrairement aux règles taxinomiques, le nom Ptilogonys. En 2013, dans sa classification de référence 3.5, le Congrès ornithologique international revient à l'orthographe originelle.

### Liste des taxons subordonnés
D'après la classification de référence (version 5.2, 2015) du Congrès ornithologique international (ordre phylogénique) :
- genre Phainoptila
  - Phainoptila melanoxantha – Phénoptile noir et jaune
- genre Ptiliogonys
  - Ptiliogonys cinereus – Ptilogon cendré
  - Ptiliogonys caudatus – Ptilogon à longue queue
- genre Phainopepla
  - Phainopepla nitens – Phénopèple luisant